# Walter Osswald
Walter Osswald (* 20. September 1928 in Porto; vollständiger Name Walter Friedrich Alfred Osswald) ist ein portugiesischer Arzt, Pharmakologe und Medizinethiker. Zusammen mit seinem jüngeren Kollegen Serafim Guimarães machte er das Pharmakologische Institut der Medizinischen Fakultät der Universität Porto zu einem Zentrum der Forschung über Catecholamine und das sympathische Nervensystem, besonders in Bezug auf die Steuerung der Blutgefäße.

## Leben
Walter Osswalds Eltern waren der 1887 in Köln geborene Kaufmann Ernst Günther Osswald und dessen Ehefrau Maria Osswald geb. de Castro Henriques. Nach Schulbesuch in Porto studierte Walter an der Universität Porto Medizin. 1951 erhielt er seine Licenciatura, die ärztliche Approbation. Anschließend arbeitete er am Pharmakologischen Institut, wo er mit einer Dissertation über die Adrenalinumkehr zum Ph.D. promoviert wurde. 1958 habilitierte er sich für Pharmakologie. 1963 und 1964 leistete er Militärischen Sanitätsdienst, aus dem er als Leutnant der Reserve entlassen wurde. 1968 wurde er zum Außerordentlichen Professor, 1972 zum ordentlichen Professor ernannt. Als 1974 im Zuge der Nelkenrevolution Guimarães und der Institutsleiter José Ruiz de Almeida Garrett (Direktor von 1966 bis 1987) entlassen wurden, weigerte sich Osswald, die Direktion zu übernehmen, und organisierte den Widerspruch von Kollegen und Institutsmitgliedern. Nach der Niederschlagung des prokommunistischen Putschversuchs vom 25. November im November 1975 wurden die Entlassungen rückgängig gemacht. Von 1987 bis zu seiner Emeritierung 1993 leitete Osswald das Pharmakologische Institut. Mit seiner ersten Frau Maria de Loudes geb. Lopes Cardoro, die 1978 starb, hatte er sechs Kinder. In zweiter Ehe heiratete er 1980 Domingas Maria geb. Branco.

## Forschung
Eine wichtige Entdeckung gelang Osswald, gemeinsam mit Garrett und dessen Amtsvorgänger mit Alberto Malafaya-Baptisa (Direktor von 1944 bis 1966), im Jahr 1966. Sie konnten die Adrenalinumkehr – die Umkehr der blutdrucksteigernden Wirkung des Catecholamins Adrenalin in eine Blutdrucksenkung nach Blockade der α-Adrenozeptoren durch Phenoxybenzamin – wiederum in eine Blutdrucksteigerung umkehren, wenn sie die β-Adrenozeptoren zusätzlich blockierten. Die vorsichtige Erklärung, es gebe Phenoxybenzamin-unempfindliche α-Adrenozeptoren, wurde einige Jahre darauf durch die Unterscheidung von zwei Subgruppen von α-Adrenozeptoren, α1 (Phenoxybenzamin-empfindlich) und α2 (Phenoxybenzamin-unempfindlich) bestätigt: Die Entdeckung aus Porto hatte in die Zukunft gewiesen.
Eine Arbeit gemeinsam mit Guimarães widmete sich der Pharmakologie der Venen, über die im Vergleich zu den Arterien wenig bekannt war. Alle Wirkungen der Catecholamine Adrenalin, Noradrenalin, Dopamin und Isoprenalin ließen sich mit einer Wirkung als Agonisten, aktivierende Stoffe, auf koexistierende α- und β-Adrenozeptoren in der glatten Muskulatur erklären. Der Artikel wurde Osswalds bibliometrisch erfolgreichster. Ebenfalls gemeinsam mit Guimarães hat Osswald das Wissen über Blutgefäße, ihre Nerven und ihre Beeinflussung durch Catecholamine 1983 in einem Übersichtsartikel zusammengefasst. Er trägt als Motto die Verse aus dem Cherubinischen Wandersmann des Angelus Silesius
Die Ros' ist ohn warumb

sie blühet weil sie blühet
 – „in which the great Silesian poet of the seventeenth century reminds us that Nature may need no justification of its sheer beauty“ – „in denen der große schlesische Dichter des siebzehnten Jahrhunderts uns erinnert, dass die Natur keiner Rechtfertigung für ihre schiere Schönheit bedarf.“